# Fredrikdalsäpple
Fredrikdalsäpple är en äppelsort vars ursprung är okänt. Äpplets skal är gulaktigt och rödaktigt. Köttet är fast och har en svag syrlig smak. Äpplet mognar i skiftet november-december. I Sverige odlas Fredrikdalsäpple gynnsammast i zon 1.